# Sofia Dorotea de Schleswig-Holstein-Sonderburg-Glücksburg
Sofia Dorotea de Schleswig-Holstein-Sonderburg-Glücksburg (en alemany Dorothea Sophie von Schleswig-Holstein-Sonderburg-Glücksburg) va néixer a Glücksburg (Alemanya) el 28 de setembre de 1636 i va morir a Karlovy Vary el 6 d'agost de 1689. Era una noble alemanya, besneta del rei Cristià III de Dinamarca, filla del duc Felip de Schleswig-Holstein-Sonderburg-Glücksburg (1584-1663) i de la princesa Sofia de Saxònia-Lauenburg (1601-1660).
El 1670, per tal de garantir l'atenció financera dels seus fills, va comprar els dominis de Brandenburg-Schwedt i altres feus. El Dorotheenstadt és un barri de Berlín que porta el seu nom com un regal fet pel seu marit.

## Matrimoni i fills
El 1653 es va casar amb el duc Cristià Lluís de Brunsvic-Lüneburg, germà del rei de Dinamarca Frederic III. Però el matrimoni no va tenir fills. I el 1665, en morir Cristià Lluís traslladà la seva residència a Herzberg.
El 13 de juny de 1668 es va casar a Gröningen amb l'elector Frederic Guillem de Brandenburg (1620-1688), fill del príncep elector Jordi Guillem (1595-1640) i de la princesa palatina Elisabet Carlota de Wittelsbach (1597-1660). D'aquest matrimoni en nasqueren:
- Felip Guillem (1669-1711), casat amb Joana Carlota d'Anhalt-Dessau (1682-1750).
- Maria Amàlia (1670-1739), casada primer amb Carles de Mecklenburg-Güstrow (1664-1688), i després amb Maurici Guillem de Saxònia-Zeitz (1664-1718).
- Albert Frederic (1672-1731), casat amb la princesa Maria Dorotea de Curlàndia (1684-1743).
- Carles (1673-1695), casat amb Catarina de Balbiano. († 1719).
- Elisabet Sofia (1674-1748), casada primer amb Frederic Casimir II de Kettler (1650-1698), després amb Cristià II de Brandenburg-Bayreuth (1644-1712) i finalment amb Ernest Lluís I de Saxònia-Meiningen (1672-1724).
- Dorotea (1675-1676).
- Cristià Lluís (1677-1734).

Sofia Dorotea està enterrada a la Catedral de Berlín.